# San Sebastián de La Gomera (Gerichtsbezirk)
Der Gerichtsbezirk San Sebastián de La Gomera ist einer der zwölf Gerichtsbezirke in der Provinz Santa Cruz de Tenerife.
Der Bezirk umfasst 6 Gemeinden auf einer Fläche von 369,75 km² mit dem Hauptquartier in San Sebastián de La Gomera.

## Gemeinden
| Gemeinde                                  | Einwohner (2024) | Fläche km² | Dichte Einw./km² | Cod INE | Postleitzahl                             |
| ----------------------------------------- | ---------------- | ---------- | ---------------- | ------- | ---------------------------------------- |
| Agulo                                     | 1.108            | 25,39      | 44               | 38002   | 38830                                    |
| Alajeró                                   | 2.071            | 49,42      | 42               | 38003   | 38810–38813                              |
| Hermigua                                  | 1.887            | 39,67      | 48               | 38021   | 38820, 38829, 38890                      |
| San Sebastián de La Gomera                | 9.562            | 113,59     | 84               | 38036   | 38811, 38813, 38880                      |
| Valle Gran Rey                            | 4.854            | 32,36      | 150              | 38049   | 38852, 38869, 38870, 38879, 38892        |
| Vallehermoso                              | 2.954            | 109,32     | 27               | 38050   | 38840, 38849, 38850, 38852, 38869, 38891 |
| Gerichtsbezirk San Sebastián de la Gomera | 22.436           | 369,75     | 61               | –       | –                                        |